# 獨行俠

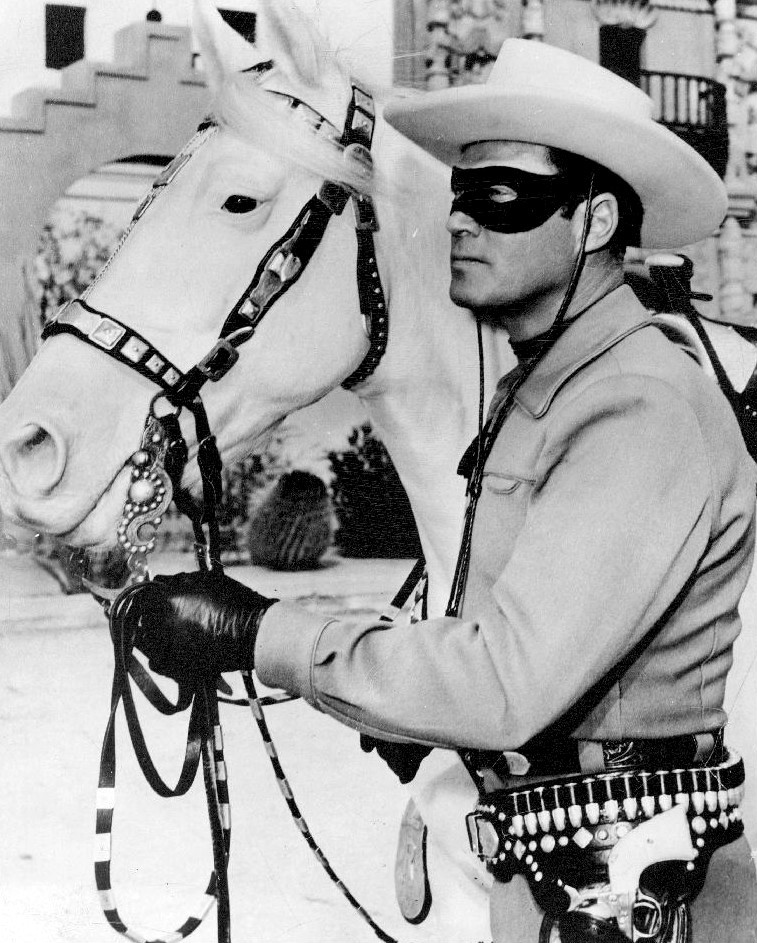
克萊頓·摩爾飾演獨行俠。

獨行俠（英語：Lone Ranger），虛構人物，一名帶著面具的前德州騎警（Texas Ranger）。在美國舊西部時代，與美洲原住民伙伴湯頭（Tonto）一同維護正義。
最早在1933年，底特律WXYT電台的廣播劇中，首次出現這個角色。隨後被多次翻拍為電視劇與電影。這個角色被認為代表了美國文化與精神，成為美國流行文化中最持久不衰的符號之一。

## 故事起源
雖然在細節上有很多不同的說法，但獨行俠最早的基本故事架構是相同的。有六個德州騎警司的成員，一起追捕一群不法之徒。但是他們的嚮導柯林斯（Collins）背叛他們，令他們在峽谷遭到伏擊。稍後，一個印地安人，名叫湯頭，發現了最後一個存活者，救了他一命，將他當成自己的兒子。

## 系列演出

### 電影
- 1938年The Lone Ranger
- 1939年The Lone Ranger Rides Again serial
- 1956年The Lone Ranger
- 1958年The Lone Ranger and the Lost City of Gold
- 1981年The Legend of the Lone Ranger
- 2013年《獨行俠》